# アッ・サジダ (クルアーン)
『アッ・サジダ』とは、クルアーンにおける第32番目の章（スーラ）。30の節（アーヤ）から成る。
章の冒頭に神秘文字（Muqatta'at）が置かれているもの（計29スーラ）のうちの一つ。
15節はサジダ節。